# 岡本製作所
株式会社岡本製作所（おかもとせいさくしょ）は、遊園地などの遊具製作を手がける機械メーカーである。本社は大阪府大阪市福島区鷺洲3丁目6番21号にある。
ローラーコースターなどの遊園地の遊具施設の製作、販売、および遊園地の受託運営のほか、遊具の再生事業も手がけている。改装や閉園により不要となった遊具を買い受けまたは引き取り、大阪府茨木市など全国5箇所にある同社の倉庫・工場で新品同様に再生した上で、国内の遊園地に販売、設置しているほか、中国・東南アジアなど海外へも輸出している。
また、再生遊具を用いて、経営難に陥った遊園地を譲り受けて自ら運営している。これら遊具・遊園地の再生事業は、遊具企業の新しいビジネスモデルとして注目されている。

## 歴史
岡本之治が1924年（大正13年）3月に尼崎で岡本娯楽製作所として創業したのが始まり。創業時はパチンコ台など娯楽機械の製造・販売などを行っていたが、戦時中は自動車部品を製造していた。戦後の1951年に長男の明三郎が岡本製作所を設立し法人化。1955年に三男の昌明（現・岡本製作所会長）が明昌特殊産業を設立した。なお、明昌特殊産業は1991年にサノヤスと合併しサノヤス・ヒシノ明昌となった後、2012年に同社の再編により「サノヤス・ライド」として分社化された。

## 事業

### 遊具再生事業
日本国内では1990年代頃から、大型テーマパークの台頭により地方の遊園地の閉鎖が増えてきた。そこで岡本製作所では、これまでの遊園地の遊具販売、受託運営だけではなく、閉園した遊園地の遊具を引き取って再生し海外へ輸出する事業を始めた。日本製の遊具は、安全性があり中古でも最先端のアトラクションとして受け入れられている。再生した遊具は国内の遊園地にも新品の3分の1程度の価格で販売されるほか、イベント会場への貸し出しも行われる。
メリーゴーラウンド・観覧車といった定番遊具なら安価な中古品でも充分で、経営の厳しい遊園地にとっては、遊具を中古で揃えることで投資が抑えられる利点がある。

### 遊園地事業
また、再生遊具を用いて、経営難に陥った遊園地の再生にも乗り出した。
遊園地運営にあたり、客層を考慮してファミリー向けの定番遊具を中心に設置し、すべてのアトラクションの料金をわかりやすく均一（300円）とするなどの方針をとっている。
現在までに、岡本製作所が譲り受けて再生を手がけた日本国内の遊園地は以下の通り。
- ワンダーランドASAMUSHI（青森県青森市・廃業）- 旧・あさむしキディランド
- 恵那峡ワンダーランド（岐阜県中津川市） - 旧・恵那峡ランド
- ラクテンチ（大分県別府市） - 旧・ケーブルラクテンチ（譲り受け時に「別府ワンダーラクテンチ」に改名したが、2010年7月に「ラクテンチ」に再改名）

また海外でも合弁で遊園地を運営している。
- サイゴン・ワンダーランド（ベトナム）

### 鉄道事業
大分県別府市でケーブルラクテンチを運営していた別府国際観光から、2003年から2018年まで遊園地とともに鋼索鉄道（ケーブルカー）も引き継いで運営していたが、2018年に株式会社ラクテンチへ譲渡された。路線の概要は以下の記事を参照のこと。
- 別府ラクテンチケーブル線